# Eubazus orientalis
Eubazus orientalis är en stekelart som först beskrevs av Szepligeti 1914.  Eubazus orientalis ingår i släktet Eubazus och familjen bracksteklar. Inga underarter finns listade i Catalogue of Life.